# Tankmuur
Een (anti-)tankmuur of -wal is een militair verdedigingswerk in de vorm van een muur die zodanig dik en hoog is dat tanks en pantservoertuigen hem niet kunnen passeren. Tankmuren worden doorgaans van beton gebouwd.